# Campionati europei juniores di atletica leggera 2011
Il XXI Campionato europeo juniores di atletica leggera (2011 European Athletics Junior Championships) si è disputato a Tallinn, in Estonia, dal 21 al 24 luglio 2011.

## Nazioni partecipanti
954 atleti da 47 Paesi partecipanti ai campionati.
- Armenia (1)
- Austria
- Azerbaigian (2)
- Belgio
- Bielorussia
- Bosnia ed Erzegovina (1)
- Bulgaria
- Rep. Ceca
- Cipro
- Croazia
- Danimarca
- Estonia (ospitante)
- Finlandia
- Francia
- Georgia (1)
- Germania

- Gibilterra (5)
- Grecia
- Irlanda
- Islanda (2)
- Israele (8)
- Italia
- Lettonia (14)
- Liechtenstein (1)
- Lituania (26)
- Lussemburgo (2)
- Macedonia (1)
- Malta (1)
- Moldavia (3)
- Montenegro (3)
- Norvegia
- Paesi Bassi

- Polonia
- Portogallo
- Regno Unito
- Romania
- Russia
- San Marino (1)
- Serbia
- Slovacchia
- Slovenia
- Spagna
- Svezia
- Svizzera
- Turchia
- Ucraina
- Ungheria

## Risultati

### Uomini
| Specialità             | Oro                                                                | Prestazione | Argento                                                                | Prestazione | Bronzo                                                                 | Prestazione |
| Corse piane            |                                                                    |             |                                                                        |             |                                                                        |             |
| 100 metri              | Jimmy Vicaut                                                       | 10"07       | Adam Gemili                                                            | 10"41       | David Bolarinwa                                                        | 10"46       |
| 200 metri              | David Bolarinwa                                                    | 21"07       | Pierre Vincent                                                         | 21"22       | Jeffrey John                                                           | 21"24       |
| 400 metri              | Marcell Deák-Nagy                                                  | 45"42       | Nikita Uglov                                                           | 46"01       | Michele Tricca                                                         | 46"09       |
| 800 metri              | Pierre-Ambroise Bosse                                              | 1'47"14     | Zan Rudolf                                                             | 1'47"73     | Johan Rogestedt                                                        | 1'47"88     |
| 1.500 metri            | Adam Cotton                                                        | 3'43"98     | Thomas Solberg Eide                                                    | 3'44"70     | Alexander Schwab                                                       | 3'44"82     |
| 5.000 metri            | Gabriel Navarro                                                    | 14'07"06    | Bartosz Kowalczyk                                                      | 14'07"17    | Jonathan Hay                                                           | 14'07"78    |
| 10.000 metri           | Gabriel Navarro                                                    | 30'02"18    | Emmanuel Lejeune                                                       | 31'35"19    | Szymon Kulka                                                           | 31'50"13    |
| 3000 metri siepi       | Ilgizar Safiullin                                                  | 8'37"94     | Muhammet Emin Tan                                                      | 8'46"74     | Martín Grau                                                            | 8'48"79     |
| Corse su strada        |                                                                    |             |                                                                        |             |                                                                        |             |
| 10 km marcia           | Hagen Pohle                                                        | 40'43"73    | Ihor Lyashchenko                                                       | 41'10"43    | Luís Alberto Amezcua                                                   | 41'34"13    |
| Corse a ostacoli       |                                                                    |             |                                                                        |             |                                                                        |             |
| 110 metri ostacoli     | Jack Meredith                                                      | 13"50       | Andy Pozzi                                                             | 13"57       | Rahib Mammadov                                                         | 13"78       |
| 400 metri ostacoli     | Varg Königsmark                                                    | 49"70       | Stef Vanhaeren                                                         | 50"01       | José Reynaldo Bencosme de Leon                                         | 50"30       |
| Salti                  |                                                                    |             |                                                                        |             |                                                                        |             |
| Salto in alto          | Nikita Anishchenkov                                                | 2,27 m      | Janick Klausen                                                         | 2,25 m      | Gianmarco Tamberi                                                      | 2,25 m      |
| Salto con l'asta       | Emile Denecker                                                     | 5,50 m      | Kévin Menaldo                                                          | 5,50 m      | Didac Salas                                                            | 5,40 m      |
| Salto in lungo         | Sergey Morgunov                                                    | 8,18 m      | Tomasz Jaszczuk                                                        | 8,11 m      | Evgeny Antonov                                                         | 7,83 m      |
| Salto triplo           | Alexander Yurchenko                                                | 16,31 m     | Murad Ibadullayev                                                      | 16,25 m     | Georgi Tsonov                                                          | 15,90 m     |
| Lanci                  |                                                                    |             |                                                                        |             |                                                                        |             |
| Getto del peso         | Krysztof Brzozowski                                                | 20,92 m     | Daniele Secci                                                          | 20,45 m     | Christian Jagusch                                                      | 19,80 m     |
| Lancio del disco       | Lukas Weißhaidinger                                                | 63,83 m     | Danijel Furtula                                                        | 63,54 m     | Benedikt Stienen                                                       | 62,33 m     |
| Lancio del giavellotto | Zigismunds Sirmais                                                 | 81,53 m     | Marcin Krukowski                                                       | 79,19 m     | Pavel Mialeshka                                                        | 76,59 m     |
| Lancio del martello    | Quentin Bigot                                                      | 78,45 m     | Serghei Marghiev                                                       | 76,60 m     | Elias Håkansson                                                        | 74,99 m     |
| Prove multiple         |                                                                    |             |                                                                        |             |                                                                        |             |
| Decathlon              | Kévin Mayer                                                        | 8.124 p.    | Mathias Brugger                                                        | 7.853 p.    | Johannes Hock                                                          | 7806 p.     |
| Staffette              |                                                                    |             |                                                                        |             |                                                                        |             |
| Staffetta 4×100 metri  | Francia Vincent Michalet Jimmy Vicaut Jeffrey John Ken Romain      | 39"35       | Regno Unito Dannish Walker-Khan Sam Watts Adam Gemili David Bolarinwa  | 39"48       | Polonia Konrad Donczew Kamil Supiński Kamil Bijowski Tomasz Kluczynski | 40"42       |
| Staffetta 4×400 metri  | Italia Michele Tricca Paolo Danesini Alberto Rontini Marco Lorenzi | 3'06"46     | Russia Evgeny Khokhlov Radel Kashefrazov Denis Nesmashnyy Nikita Uglov | 3'07"47     | Germania Varg Königsmark Lukas Schmitz Lukas Hamich Johannes Trefz     | 3'08"56     |

### Donne
| Specialità             | Oro                                                                                      | Prestazione | Argento                                                                             | Prestazione | Bronzo                                                                         | Prestazione |
| Corse piane            |                                                                                          |             |                                                                                     |             |                                                                                |             |
| 100 metri              | Jodie Williams                                                                           | 11"18       | Jamile Samuel                                                                       | 11"43       | Tatjana Lofamakanda Pinto                                                      | 11"48       |
| 200 metri              | Jodie Williams                                                                           | 22"94       | Jamile Samuel                                                                       | 23"31       | Jennifer Galais                                                                | 23"55       |
| 400 metri              | Bianca Razor                                                                             | 51"96       | Yulia Yurenya                                                                       | 53"03       | Madiea Ghafoor                                                                 | 53"73       |
| 800 metri              | Anastasiya Tkachuk                                                                       | 2'02"73     | Rowena Cole                                                                         | 2'03"43     | Ayvika Malanova                                                                | 2'03"59     |
| 1.500 metri            | Amela Terzic                                                                             | 4'15"40     | Ciara Mageean                                                                       | 4'16"82     | Ioana Doaga                                                                    | 4'20"73     |
| 3.000 metri            | Amela Terzic                                                                             | 9'17"61     | Esma Aydemir                                                                        | 9'19"61     | Lisa Jäsert                                                                    | 9'30"23     |
| 5.000 metri            | Esma Aydemir                                                                             | 16'12"16    | Emelia Gorecka                                                                      | 16'13"04    | Annabel Gummow                                                                 | 16'14"62    |
| 3000 metri siepi       | Gesa-Felicitas Krause                                                                    | 9'51"08     | Gulshat Fazlitdinova                                                                | 9'56"98     | Elena Panaet                                                                   | 10'17"37    |
| Corse su strada        |                                                                                          |             |                                                                                     |             |                                                                                |             |
| 10 km marcia           | Elena Lashmanova                                                                         | 42'59"48    | Svetlana Vassileva                                                                  | 44'52"98    | Anna Ermina                                                                    | 46'49"00    |
| Corse a ostacoli       |                                                                                          |             |                                                                                     |             |                                                                                |             |
| 100 metri ostacoli     | Nooralotta Neziri                                                                        | 13"34       | Isabelle Petersen                                                                   | 13"37       | Ekaterina Bleskina                                                             | 13"47       |
| 400 metri ostacoli     | Vera Rudakova                                                                            | 57"24       | Aurelie Chaboudez                                                                   | 57"35       | Maeva Contion                                                                  | 58"03       |
| Salti                  |                                                                                          |             |                                                                                     |             |                                                                                |             |
| Salto in alto          | Mariya Kuchina                                                                           | 1,95 m      | Airinė Palšytė                                                                      | 1,91 m      | Nadja Kampschulte                                                              | 1,88        |
| Salto con l'asta       | Angelica Bengtsson                                                                       | 4,30 m      | Lilli Schnitzerling                                                                 | 4,20 m =    | Natalia Demidenko                                                              | 4,20 m      |
| Salto in lungo         | Lena Malkus                                                                              | 55,99 m     | Alina Rotaru                                                                        | 55,83 m     | Polina Yurchenko                                                               | 55,37 m     |
| Salto triplo           | Yana Borodina                                                                            | 14,00 m     | Kristiina Mäkelä                                                                    | 13,67 m     | Ganna Aleksandrova                                                             | 13,14 m     |
| Lanci                  |                                                                                          |             |                                                                                     |             |                                                                                |             |
| Getto del peso         | Lena Urbaniak                                                                            | 16,31 m     | Anna Wloka                                                                          | 16,23 m     | Anna Rüh                                                                       | 16,01 m     |
| Lancio del disco       | Shanice Craft                                                                            | 58,65 m     | Anna Rüh                                                                            | 58,10 m     | Viktoriya Klochko                                                              | 54,03 m     |
| Lancio del giavellotto | Liina Laasma                                                                             | 55,99 m     | Lina Muze                                                                           | 55,83 m     | Laura Henkel                                                                   | 55,37 m     |
| Lancio del martello    | Barbara Spiler                                                                           | 67,06 m     | Kivilcim Kaya                                                                       | 66,74 m     | Alexia Sedykh                                                                  | 65,02 m     |
| Prove multiple         |                                                                                          |             |                                                                                     |             |                                                                                |             |
| Eptathlon              | Dafne Schippers                                                                          | 6.153 p.    | Sara Gambetta                                                                       | 6.108 p.    | Laura Ikauniece                                                                | 6.063 p.    |
| Staffette              |                                                                                          |             |                                                                                     |             |                                                                                |             |
| Staffetta 4×100 metri  | Germania Alexandra Burghardt Katharina Grompe Tatjana Lofamakanda Pinto Anna-Lena Freese | 43"42       | Italia Oriana De Fazio Irene Siragusa Anna Bongiorni Gloria Hooper                  | 44"52       | Regno Unito Marylyn Nwawulor Bianca Williams Jennie Batten Jodie Williams      | 45"00       |
| Staffetta 4×400 metri  | Regno Unito Katie Kirk Lucy James Amelia Clifford Kirsten Mcaslan                        | 3'35"29     | Polonia Patrycja Wyciszkiewicz Malgorzata Holub Justyna Swiety Magdalena Gorzkowska | 3'35"35     | Germania Sabrina Häfele Stefanie Gotzhein Kim Carina Schmidt Christina Zwirner | 3'36"26     |

## Medagliere
Legenda
     Paese ospitante
| Posizione | Paese       | Oro | Argento | Bronzo | Totale |
| --------- | ----------- | --- | ------- | ------ | ------ |
| 1         | Russia      | 8   | 4       | 6      | 18     |
| 2         | Germania    | 7   | 4       | 12     | 23     |
| 3         | Regno Unito | 6   | 5       | 4      | 15     |
| 4         | Francia     | 6   | 3       | 4      | 13     |
| 5         | Spagna      | 2   | 0       | 2      | 4      |
| 6         | Serbia      | 2   | 0       | 0      | 2      |
| 7         | Polonia     | 1   | 5       | 2      | 8      |
| 8         | Turchia     | 1   | 3       | 0      | 4      |
| 9         | Italia      | 1   | 2       | 3      | 6      |
| 10        | Paesi Bassi | 1   | 2       | 1      | 4      |
| 11        | Romania     | 1   | 1       | 2      | 4      |
| 11        | Ucraina     | 1   | 1       | 2      | 4      |
| 13        | Lettonia    | 1   | 1       | 1      | 3      |
| 14        | Finlandia   | 1   | 1       | 0      | 2      |
| 14        | Slovenia    | 1   | 1       | 0      | 2      |
| 16        | Svezia      | 1   | 0       | 2      | 3      |
| 17        | Austria     | 1   | 0       | 0      | 1      |
| 17        | Estonia     | 1   | 0       | 0      | 1      |
| 17        | Ungheria    | 1   | 0       | 0      | 1      |
| 20        | Belgio      | 0   | 2       | 0      | 2      |
| 20        | Norvegia    | 0   | 2       | 0      | 2      |
| 22        | Azerbaigian | 0   | 1       | 1      | 2      |
| 22        | Bielorussia | 0   | 1       | 1      | 2      |
| 24        | Danimarca   | 0   | 1       | 0      | 1      |
| 24        | Irlanda     | 0   | 1       | 0      | 1      |
| 24        | Lituania    | 0   | 1       | 0      | 1      |
| 24        | Moldavia    | 0   | 1       | 0      | 1      |
| 24        | Montenegro  | 0   | 1       | 0      | 1      |
| 29        | Bulgaria    | 0   | 0       | 1      | 1      |
| Totale    | Totale      | 44  | 44      | 44     | 132    |